# (32446) 2000 SY5
2000 SY5 (asteroide 32446) é um asteroide da cintura principal. Possui uma excentricidade de 0.14806080 e uma inclinação de 12.76264º.
Este asteroide foi descoberto no dia 20 de setembro de 2000 por LINEAR em Socorro.